# Trebinja
Trebinja falu és alközség Albánia délkeleti részén, a Mokra-vidék vonulatai között, Pogradectől légvonalban 9, közúton 20 kilométerre északnyugat–nyugati irányban. Korça megyén és Pogradec községen belül Trebinja alközség központja, amelynek további települései Çezma e Madhë, Çezma e Vogël, Dunica, Gur i Bardhë, Hondisht, Hoshteca, Kalivaç, Llënga, Malina, Pevelan, Pleshisht, Potgozhan (Potkozhan), Selca e Sipërme, Zemça. A 2011-es népszámlálás alapján Trebinja alközség népessége 2481 fő. Alacsony népsűrűségű hegyvidéki terület.

## Fekvése
Trebinja alközség a Mokra-vidék közép- és magashegységi vonulatai között terül el. Lakatlan déli sávjának legmagasabb pontjai a Fekete-kő (Gur i Zi, 2072 m) és a Llëngai-szikla (Shkëmb i Llëngës, 1789 m). Északi irányban, a Shkumbin forrásvidéke felé fokozatosan csökken a tengerszint feletti magasság, itt sorakoznak az alközség települései is. A környék jellegzetes térszínformája az alközség északi határától déli irányba, egészen Gur i Bardhë-ig húzódó szurdokvölgy, a Trebinjai-szoros (Gryka e Trebinjës).

## Története és nevezetességei
A második világháború alatt az országot megszálló olaszok hadtápraktárat telepítettek Pleshishtbe, amelyet a Safet Butka vezette gerillák 1942–1943 folyamán több ízben kiraboltak.
Ezen az alacsony népsűrűségű területen koncentrálódik a Pogradec-vidéki arománok nagy része. Fő településük Llënga, amelynek műemléki védelem alatt álló Szent Marina-kolostorába (Manastir i Shën Marenës) a távolabb élő arománok is elzarándokolnak minden év július 29-én, hogy megüljék Szent Marina ünnepét. A kolostoron kívül a vidék fontos építészeti emlékei a zemçai vár (Kalaja e Zemçës), valamint egy-egy török kori kőhíd Çezma e Madhë és Dunica mellett, illetve Llëngától nyugatra, egy Jolla irányában húzódó patakvölgyben. Potgozhanban műemléki védelmet élvez a Mokra-ház, a hagyományos népi építészet egyik példája.